# Карбони, Джованни
Джованни Карбони (итал. Giovanni Carboni, род. 31 августа 1995 в Фано, Италия) — итальянский профессиональный шоссейный велогонщик, выступающий c 2018 года за проконтинентальную команду «Bardiani-CSF».

## Достижения
2015
1-й  Молодёжная классификация Тур Сибиу
2-й Чемпионат Италии в индивидуальной гонке среди молодёжи
10-й Чемпионат Европы в индивидуальной гонке среди молодёжи
2016
2-й Чемпионат Италии в индивидуальной гонке среди молодёжи
5-й Гран-при Каподарко
6-й Тур Азербайджана
6-й Ronde d'Isard
7-й Велогонка Мира U-23
2017
5-й Джиро дель Валле-д’Аоста
1-й на этапе 1
7-й Giro del Medio Brenta
9-й Trofeo Piva
2018
7-й Адриатика - Ионика
8-й Тур Австрии
2019
Джиро д’Италия
 на этапах 6-8

## Статистика выступлений на Гранд-турах
| Гонка           | 2019 |
| --------------- | ---- |
| Джиро д’Италия  | ???  |
| Тур де Франс    |      |
| Вуэльта Испании |      |

| — | Не участвовал |